# Vander Iacovino
Vander Iacovino (São Paulo, 25 de setembro de 1966) mais conhecido como Vander, é um jogador de futsal brasileiro.

## Carreira
Vander teve passagens pelo Corinthians, São Paulo, Sumov, Banfort, Inpacel, GM(onde "eternizou" a camisa 12) entre outros.
Pela seleção brasileira, disputou os Mundiais da FIFA de 1992, 1996, 2000 - tendo sido campeão nos dois primeiros.
Atualmente, ele é o treinador do Joinville/Krona.

## Títulos
- Campeonato Mundial de Futsal de 1992 (Hong Kong)
- Campeonato Mundial de Futsal de 1996 (Espanha)
- Copa América de Futsal de 1997